# 王碧霖
王碧霖（1924年—）。北京市人，中华人民共和国人物。

## 生平
毕业于北京燕京大学教育系。北京市第十一中学英语特级教师、教研组长。1979年被评为北京市英语特级教师。全国三八红旗手，1981年被评为北京市劳动模范，1982年被评为全国归侨、侨眷、侨务工作先进个人。1987录制了“怎样学习英语单词”、“怎样学习英语课文”两盘磁带。1980年，被选为政协委员。1983年以来，连续被选为第六、七、八届全国人民代表大会代表。